# Joaquín Tenreiro Montenegro y de la Hoz
Joaquín Tenreiro  Montenegro y de la Hoz, fue un aristócrata y político español, I Conde de Vigo, Vizconde de Bañobre, Coronel de Milicias y Diputado por Santiago en las Cortes de Cádiz en 1810.

## Biografía
Hijo legítimo del matrimonio formado por Juan Gabriel Tenreiro  Montenegro y Bermúdez de Castro,  Oidor de las Audiencias de Mallorca y de Barcelona, Regente de la de Oviedo, y Apolinaria de la Hoz Villegas y Carrión.
El 14 de septiembre de 1818 se le  concedió el título de conde de Vigo por su actuación en el sitio de Vigo durante la guerra de la Independencia, acudiendo desde Madrid con un grupo de  voluntarios, uniéndose junto con Almeida al Abad de Valladares y a otros guerrilleros.

## Cortes de Cádiz
Las  Cortes anularon su elección  en representación del Distrito de Santiago, siendo sustituido por Felipe María García, Párroco de Santa María de Villestro, exonerado por motivos de salud. Le sustituye Manuel Chantre Torre, Párroco de Santa María del Camino y San Benito del Campo.
Resulta nuevamente elegido en 1813, también por el distrito de Santiago, obteniendo 17 votos de los 21 emitidos.